# Roland (Schiff, 1927)
Die Roland war ein Seebäderschiff des Norddeutschen Lloyd (NDL), das im Zweiten Weltkrieg von der deutschen Kriegsmarine als Minenschiff eingesetzt wurde.

## Seebäderschiff
Das Schiff, das vierte dieses Namens beim Norddeutschen Lloyd, wurde mit der Baunummer 414 bei der Deschimag in Geestemünde gebaut. Der Bau war noch vor der Gründung der Deschimag auf der dortigen Werft Joh. C. Tecklenborg begonnen worden. Das Schiff lief am 12. März 1927 vom Stapel und wurde am 24. Mai 1927 an den Norddeutschen Lloyd ausgeliefert. Es war 90,80 m lang (89,10 m in der Wasserlinie) und 13 m breit, hatte 3,12 m Tiefgang und war mit 2436 BRT und 1197 NRT vermessen. Zwei Satz Getriebeturbinen mit insgesamt 4850 PS an den zwei Wellen erlaubten eine Höchstgeschwindigkeit von 18 Knoten. Das Schiff konnte etwa 2400 Passagiere befördern. Die Besatzung bestand aus 60 Mann.
Die Roland wurde von Bremerhaven aus im Helgoland-Dienst eingesetzt, wo sie den noch aus der Vorkriegszeit stammenden Seitenraddampfer Najade ersetzte. Sie war das zu dieser Zeit schnellste Seebäderschiff und benötigte von der Lloydhalle in Bremerhaven bis Helgoland (Reede) drei Stunden, ebenso für die Strecke von Helgoland nach Norderney. Zu ihrer von der Reederei angepriesenen Ausstattung gehörten zwei Speisesäle, in denen insgesamt etwa 200 Personen gleichzeitig Platz hatten, ein Verandakaffee für etwa 75 Personen auf dem Vorschiff, und ein 65 m langes Promenadendeck mit breiten Schiebefenstern, dessen hinterer Teil von Bordwand zu Bordwand als Tanzfläche diente.
Bei einem Umbau im Jahre 1935 wurde ein Schornstein entfernt und die Mastaufstellung geändert.

## Minenschiff
Bereits vor Beginn des deutschen Überfalls auf Polen wurde die Roland von der Kriegsmarine requiriert, zum Minenschiff umgerüstet und am 24. August 1939 in Dienst gestellt. Erster Kommandant, bis zum 31. Dezember 1939, war Kapitänleutnant d.R. Karl-Friedrich Brill. Unter ihm und seinen Nachfolgern – Fregattenkapitän Karl von Kutzleben (1. Januar 1940 bis März 1943), Fregattenkapitän Alfred Westerkamp (April 1943 bis Oktober 1943) und Korvettenkapitän d.R. Karl Wehr (Oktober 1943 bis April 1944) – nahm das Schiff an zahlreichen Minenunternehmungen in der Nordsee, dem Skagerrak, den norwegischen Küstengewässern, im Nordmeer und in der Ostsee teil.
Die zusammen mit Cobra und Brummer ex Olav Tryggvason am 7./8. August 1940 in der südwestlichen Nordsee verlegte offensive Minensperre „SW 1“ wird am 31. August der britischen 20. (Minenleger-)Zerstörer-Flottille zum Verhängnis, als die Express, Esk und Ivanhoe auf der bis dahin nicht erkannten Sperre auf Minen laufen. Esk sinkt sofort, Ivanhoe wird schwer beschädigt und als nicht abschleppbar von der eigenen Sicherung versenkt und Express  verliert ihr Vorschiff, kann aber eingeschleppt werden und fällt über zwölf Monate aus.
Seine letzte Unternehmung war die Teilnahme an der Verstärkung der deutschen Minensperre „Seeigel“ im Finnischen Meerbusen im April 1944. Am 13./14. April warf die Roland mit den Minenschiffen Brummer und Linz, den Zerstörern Z 28, Z 35 und Z 39, dem Torpedoboot T 30 und den Minensuchbooten M 14 und M 22 die Minensperre „Seeigel 6b“ südlich der Insel Bolschoi Tjuters. Am 16./17. April legte der gleiche Verband (diesmal ohne die Minensuchboote) die Sperre „Seeigel 3b“ bei Vigrund in der Narva-Bucht. Am 19./20. April legten die Roland, die Brummer, die Linz, Z 28, Z 35 und T 30 die Sperre „Seeigel 7b/2“ in der Narva-Bucht. Als dann in der Nacht vom 21. zum 22. April die Minensperre „Seeigel 7b“ bei Narva durch die Roland, die Brummer, die Linz, Z 28, Z 35, Z 39, T 30 und die Minensuchboote M 20 und M 37 weiter verstärkt werden sollte, lief die Roland auf eine Mine, wahrscheinlich von den deutschen Schiffen in den Vortagen gelegt, und sank. 235 Mann ihrer Besatzung kamen dabei ums Leben.
Die überlebenden Mitglieder der Besatzung wurden Anfang Mai nach Kopenhagen gebracht und für die Aufstellung der Besatzung des geplanten Minenschiffs Peter Wessel bereitgestellt.